# Дејвисборо (Џорџија)
Дејвисборо (Џорџија) (енгл. Davisboro) град је у америчкој савезној држави Џорџија. По попису становништва из 2010. у њему је живело 2.010 становника.

## Демографија
Према попису становништва из 2010. у граду је живело 2.010 становника, што је 466 (30,2%) становника више него 2000. године.
| Група             | 2000.       | 2010.         |
| Белци             | 559 (36,2%) | 617 (30,7%)   |
| Афроамериканци    | 947 (61,3%) | 1.236 (61,5%) |
| Азијати           | 3 (0,2%)    | 9 (0,4%)      |
| Хиспаноамериканци | 17 (1,1%)   | 141 (7,0%)    |
| Укупно            | 1.544       | 2.010         |